# Marcel Dries
Marcel Dries (ur. 19 września 1929 w Antwerpii, zm. 27 września 2011) – belgijski piłkarz grający na pozycji obrońcy. W swojej karierze rozegrał 31 meczów w reprezentacji Belgii.

## Kariera klubowa
Swoją karierę piłkarską Dries rozpoczął w klubie Berchem Sport. W jego barwach zadebiutował w sezonie 1947/1948 w pierwszej lidze belgijskiej. W sezonach 1948/1949, 1949/1950 i 1950/1951 wywalczył z nim trzy wicemistrzostwa Belgii. W Berchem Sport grał do końca sezonu 1959/1960.
Latem 1960 Dries przeszedł do Union Saint-Gilloise. Grał w nim do 1963 roku. Następnie grał w KV Kortrijk. W 1965 roku zakończył w nim swoją karierę.

## Kariera reprezentacyjna
W reprezentacji Belgii Dries zadebiutował 19 kwietnia 1953 roku w wygranym 2:0 towarzyskim meczu z Holandią, rozegranym w Amsterdamie. W 1954 roku był w kadrze na mistrzostwa świata w Szwajcarii. Rozegrał na nich dwa mecze: z Anglią (4:4) i z Włochami (1:4). Od 1953 do 1959 roku rozegrał w kadrze narodowej 31 meczów.